# 北村みなみ
北村 みなみ（きたむら みなみ、1986年10月5日 - ）は、日本の映像作家、アニメーター、イラストレーター。静岡県戸田村（現・沼津市）出身。多摩美術大学造形表現学部卒業。
主に書籍や雑誌の表紙イラスト、MVやNHKの音楽番組「みんなのうた」などのアニメーションを制作している。

## 作品

### アニメーション
- 大木ハルミ『sakura』MV 2014年
- ななみ『恋桜』MV 2015年
- みきとP『Hoi』MV 2016年
- brinq『baby baby feat. minan(lyrical school)』MV 2016年
- NHK「シャキーン!」内「かくれんぼクイズ」アニメーション 2017年
- 小沢健二『流動体について』MV 2017年
- 坂口有望『好-じょし-』MV 2017年
- NHK「みんなのうた」 宮野真守『ぼくはヒーロー』アニメーション 2019年2月・3月放送
- クラシエ「hogusuu」Web CM 2021年
- テレビアニメ『らんま1/2（2024年版）』POPアートワーク・エンディングアニメーション（絵コンテ・コンポジット・演出・作画） 2024年[3]

### CDアートワーク
- 大木ハルミ
  - 『Remember me』2014年
  - 『クラスメイト』2014年
  - 『スーパーミラクルウルトラエクストラ片思い』2015年
  - 『パラレル花火』2016年
  - 『100年時代』2020年

### 書籍・雑誌
- 雑誌「AFRO FUKUOKA」（バズフック）vol.32 2015年 表紙イラスト
- 宮崎猛・小泉博明『中学校・高校教師 実務のすべて』（小学館）2017年 装画
- 雑誌「MdN」（エムディエヌコーポレーション）2017年10月号 表紙イラスト
- 岡口房雄『わくわくロゴワーク いっしょに増やそう！ ロゴづくりのひきだし』（BNN新社）2017年 表紙・本文イラスト、漫画
- 蛭田亜紗子『エンディング・ドレス』 2017年 雑誌「asta*」（ポプラ社）連載時挿絵
- 雑誌「月刊公募ガイド」（公募ガイド社）2018年4月号 表紙イラスト
- 荻野淳也『心のざわざわ・イライラを消すがんばりすぎない休み方 すき間時間で始めるマインドフルネス』（文響社）2018年 表紙・本文イラスト
- 黒川裕子『奏のフォルテ』（講談社）2018年 装画
- 冊子『ねじあわせ』（日本機械学会）2018年,2019年 表紙イラスト
- スティーブン・リッチモンド『世界をもてなすシンプル英会話』（学研プラス）2018年 表紙・本文イラスト
- 吉野明『女の子の「自己肯定感」を高める育て方』（実務教育出版）2018年 装画
- 雑誌「WIRED」日本版（コンデナスト・ジャパン）2018年～2020年 漫画
- 雑誌「飛ぶ教室」（光村図書） 第56号 2019年 表紙イラスト
- 雑誌「建築知識」（エクスナレッジ） 2019年7月号 表紙イラスト
- 『貯まる女子の毎日の習慣』（日経BP）2019年 表紙・本文イラスト
- にかいどう青『スベらない同盟』（講談社）2019年 表紙イラスト
- 斉藤賢爾『2049年「お金」消滅』（中公新書ラクレ）2019年 帯イラスト
- 雑誌「ケトル」（太田出版）2019年～2020年 コラムコーナー「AWESOME!」扉絵
- 木犀あこ『ホテル・ウィンチェスターと444人の亡霊』（講談社タイガ）2019年 表紙イラスト
- 柳沢幸雄『男の子の「自己肯定感」を高める育て方』（実務教育出版）2019年 装画
- 山登敬之『わからなくても、こころはある 発達障害・不登校・思春期のミカタ』（日本評論社）2020年 表紙イラスト
- チェルシー・フィールド『絶品スフレは眠りの味』（原書房）2020年 装画
- 中学校教科書「新しい数学」（東京書籍）2021年 イラスト
- 雑誌『受験ジャーナル』特別企画 第1号～第5号（実務教育出版）2023年～2024年 表紙イラスト
- 中学校教科書「新しい技術・家庭」（東京書籍）2025年 イラスト

### 自著出版物
- 『グッバイ・ハロー・ワールド』（rn press）2021年
- 『宇宙（ユニヴァース）』（グラフィック社）2021年
- 『パラレル百景』（トゥーヴァージンズ）2022年、笹公人との共著
- 『あさってのニュース』（筑摩書房）2024年